# Кандидиан
Гай Валерий Кандидиан (на латински: Gaius Valerius Candidianus) е римлянин от III - IV век, който е възможно да е бил краткровременен съуправител на император Галерий.

## Биография
Името му е реконструирано като Гай Валерий Кандидиан Кандидиан е незаконнороден син на Галерий от наложница. Той е осиновен от бездетната жена на Галерий Галерия Валерия. Възможно е Галерий да е смятал да направи Кандидиан август на изток, заобикаляйки исканията на племенника си Максимин Дая. Дали е назначен за цезар или август е неизвестно. Лактанций казва, че император Максимиан е искал да направи Кандидиан цезар..
Кандидиан бяга във владенията на Дая, който иска да се ожени за майка му. След победата на Лициний в 313 година, Кандидиан се установява в Никомедия, където е убит..